# 6350 Шлютер
6350 Шлютер (6350 Schlüter) — астероїд головного поясу, відкритий 17 жовтня 1960 року.
Тіссеранів параметр щодо Юпітера — 3,179.